# Brutal incasso
Brutal incasso er en dansk spillefilm (en action-komedie) instrueret af Jonas Kvist Jensen, der også havde skrevet manuskriptet sammen med Kim Sønderholm. Det er Jonas Kvist Jensens debut som instruktør. Filmens producer er Morten Hjorth. Filmen er produceret uden nogen form for filmstøtte og havde et budget af 40-50.000 kr,[kilde mangler] hvilket er et meget lille budget for en dansk spillefilm.

## Handling
Brutal Incasso er historien om to freelance inkassofolk Michael og Jim. Michael har mistet koncentrationen på grund af det ensformige arbejde og en kæreste, der stiller til stadighed mere urimelige krav til ham. En dag kommer han ved et uheld til at tage livet af en "kunde", og snart har Michael og Jim ikke kun et genstridigt lig i bagagen, men også ligets anseelige gæld til deres boss LC, der viser meget lidt forståelse for deres problemer. Da LC beslutter at øge presset på de to uheldige helte ved at kidnappe deres kærester, må Michael mande sig op til at tage det endelige opgør med sig selv, kæresten og ikke mindst LC, der råder over et velassorteret lager af bøller og skydevåben.

## Medvirkende i udvalg
- Kim Sønderholm
- Claus Lund
- Ole Ernst
- Allan Hotchkiss
- Melany Denise
- Anna Bård
- Thomas Biehl
- Mads Koudal
- Henrik Vestergaard Nielsen
- Jan Tjerrild
- Bo Thomasen